# De Havilland Canada DHC-5 Buffalo
de Havilland Canada DHC-5 Buffalo – wielozadaniowy dwusilnikowy turbośmigłowy samolot transportowy STOL, całkowicie metalowy górnopłat, stanowił rozwinięcie wcześniejszego De Havilland Canada DHC-4 Caribou.

## Historia

### Geneza

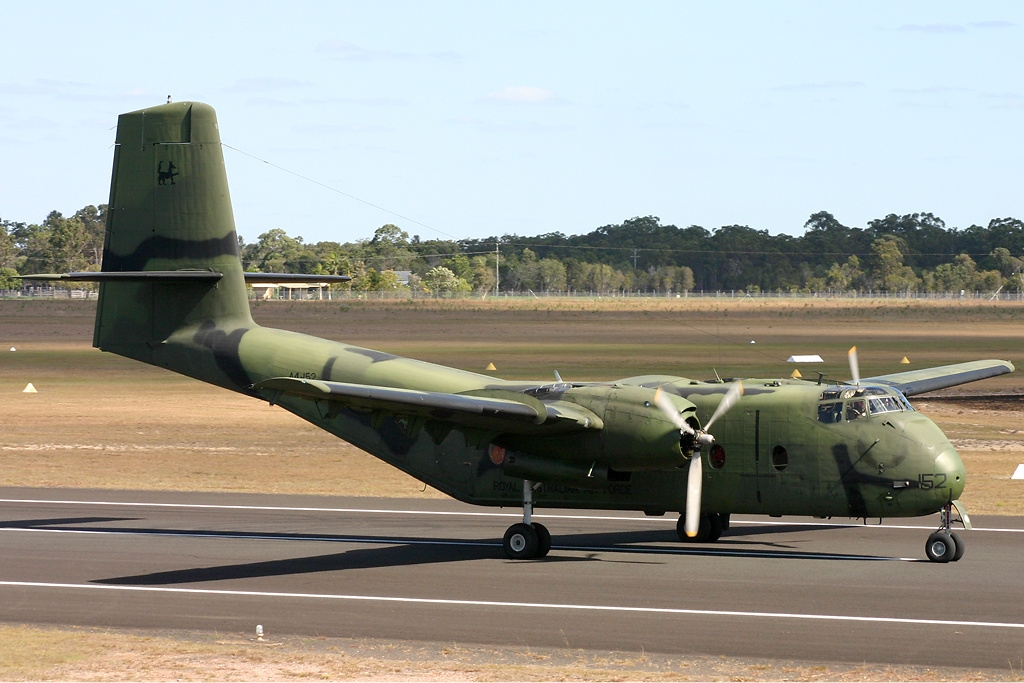
De Havilland Canada DHC-4 Caribou

W 1947 roku do swojego pierwszego lotu wzniósł się De Havilland Canada DHC-2 Beaver. Samolot zaprojektowany specjalnie do eksploatacji w trudnym, północnym klimacie Kanady. Okazał się być na tyle udaną konstrukcją, iż wyprodukowano ponad półtora tysiąca samolotów DHC-2. Dużym i pożądanym odbiorcą samolot są amerykańskie siły zbrojne, zamawiające samoloty w dużych ilościach. Niestety dla producenta, amerykańska polityka ochrony własnego przemysłu uniemożliwiała siłom zbrojnym zakup sprzętu za granicą, jeśli jego odpowiednik dostępny był u rodzimego producenta. Sytuacja uległa zmianie wraz z wybuchem wojny koreańskiej, gdy poluzowano przepisy, pozwalając na nabywanie sprzętu poza granicami Stanów Zjednoczonych. Z okazji skorzystał De Havilland Canada, którego DHC-2 trafiły do sąsiada z południa na testy. Były one na tyle pomyślne, iż do United States Air Force i United States Army trafiło prawie tysiąc egzemplarzy samolotu. Podobny sukces odniósł kolejny kanadyjski produkt, De Havilland Canada DHC-3 Otter, który trafił na front wojny wietnamskiej. Kolejnym, naturalnym krokiem wytwórni było rozpoczęcie programu budowy zdecydowanie większej maszyny, De Havilland Canada DHC-4 Caribou. Powstał on w ścisłej współpracy z głównym, przyszłym odbiorcom samolotu, amerykańskimi wojskami lądowymi. Konstrukcja okazała się być, podobnie jak jego poprzednicy, maszyną wszechstronną, cieszącą się opinią samolotu niezawodnego i prostej w eksploatacji. Ostatecznie DHC-4, które otrzymały oznaczenie AC-1A/B (zmienione na C-2A/B) trafiły do Wietnamu. Operując w trudnych warunkach Azji Południowo-Wschodniej, samolot wykazał się swoimi możliwościami STOL, będąc zdolnym do startu z pasa o długości 300 metrów.
W Wietnamie DHC-4 trafiły na konflikt jaki rozwinął się pomiędzy US Air Force a US Army. Siły powietrzne chciały przejąć realizację zadań transportu powietrznego, niechętnym okiem patrząc na wprowadzanie, ich zdaniem niepotrzebne, coraz większych samolotów transportowych na wyposażenie US Army. Ignorując krytykę i mając bardzo dobre doświadczenia z DHC-4, armia rozpoczęła program modernizacji swojej floty transportowej. W 1962 roku ogłoszono konkurs na budowę samolotu z silnikiem turbośmigłowym, z tylną rampą ładunkową. Maszyna miała być zdolna do transportu ładunków o ciężarze i gabarytach podobnych do tych jakie przenosiły śmigłowce Boeing CH-47 Chinook i charakteryzować się zdolnością do realizacji startów i lądowań w technice STOL.
Z 25 propozycji jakie wpłynęły do US Army, do ścisłej czołówki zakwalifikowały się projekty Grumman Aircraft Engineering Corporation, Fairchild Aircraft, North American Rockwell i De Havilland Canada. Trwające rok prace porównawcze, oceniające nadesłane projekty zakończono w marcu 1963 roku, przyznaniem kontraktu na dostawę czterech nowych maszyn przez kanadyjskiego producenta.

### Projekt

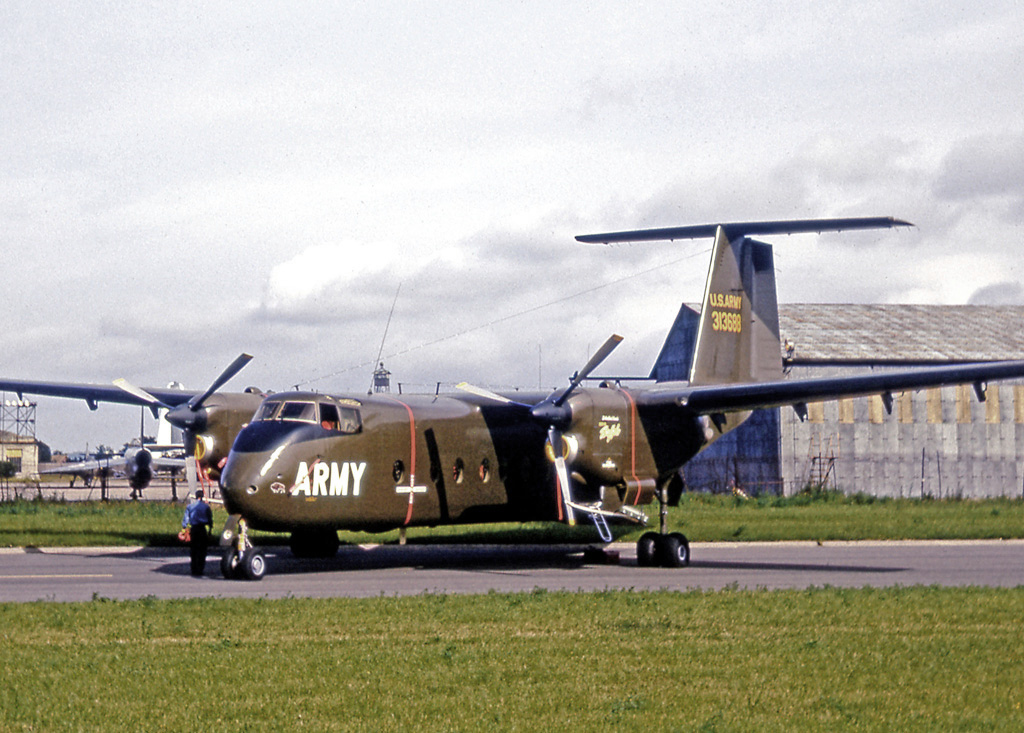
Jeden z czterech zamówionych przez amerykańską armię DHC-5 w trakcie pokazu w Paryżu

De Havilland Canada dysponował już doświadczeniem z eksploatacji samolotów transportowych z napędem turbośmigłowym. W 1957 roku, amerykański producent silników, firma General Electric podpisała kontrakt z United States Navy, którego celem było opracowanie nowej jednostki napędowej. Rezultatem prac był silnik General Electric T64. W celu przebadania jednostki, zamontowano ją na platformie testowej, którą został DHC-4. Decyzję o użyciu właśnie tego samolotu ogłoszono w lutym 1961 roku. DO modernizacji wybrany został egzemplarz o numerze seryjnym 5303, dostarczony przez Kanadyjskie Siły Zbrojne. Prace posuwały się szybko i gotowa maszyna oblatana została 22 września 1961 roku. DHC-4 wyposażony w silniki T64-GE4 spędził blisko 300 godzin w powietrzu. Wyniki prób okazały się być na tyle dobre, iż samolot, lecąc na jednym silniku, był w stanie przekroczyć swoją prędkość maksymalną.
W nowym projekcie przeznaczonym dla amerykańskiej armii sięgnięto po sprawdzone rozwiązania. Nowa konstrukcja miała kadłub wydłużony o 2 metry w porównaniu do Caribou. Zastosowano nowe usterzenie w kształcie litery T. Wydłużony i nieznacznie poszerzony kadłub pozwalał na przewiezienie ładunku o objętości 48,59 m³. Samolot dysponował również dodatkową przestrzenią do potencjalnego wykorzystania nad tylna rampą o objętości 7,69 m³. Zastosowano sprawdzone silniki T64, ale w nowej, mocniejszej wersji GE-10. Właściwości STOL osiągnięto dzięki bardzo bogatej mechanizacji płata. Skrzydło, na całej jego rozpiętości, wyposażone było w dwuszczelinowe klapy. Ich zewnętrzne części, wychylając się różnicowo pełniły funkcje lotek. Na górnej powierzchni skrzydeł, w ich środkowej części, zamontowane były wychylane hydraulicznie spojlery. Ich praca w powietrzu wspomagała działanie lotek, a na ziemi pełniły klasyczną funkcję hamulców aerodynamicznych. Dzięki swojej efektywności, samolot o masie 18 ton, był w stanie zatrzymać się na dystansie 357 metrów, po lądowaniu z wysokości 15 metrów. Nowy samolot otrzymał oznaczenie producenta DHC-5. Strona zamawiająca, US Army, początkowo określała samolot jako YAC-2, następnie YCV-7. Koszty projektu zostały podzielone równo pomiędzy kanadyjski rząd, wytwórnie i US Army. Gotowy prototyp został oblatany 9 kwietnia 1963 roku. Za sterami samolotu usiadł Bob Fowler, szef pilotów oblatywaczy De Havilland Canada. Był on również oblatywaczem wcześniejszej wersji DHC-4 z silnikiem T64.

### Próby US Army

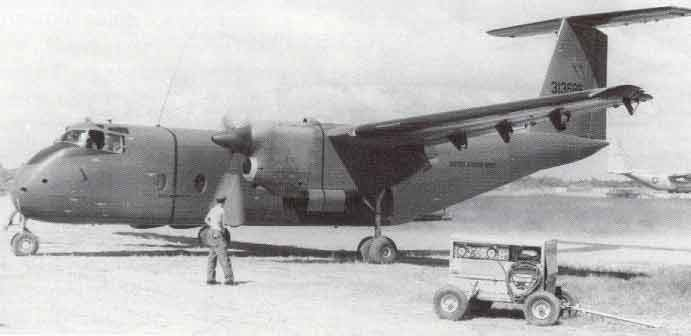
CV-7A podczas pobytu w Wietnamie, 25 listopada 1965 roku

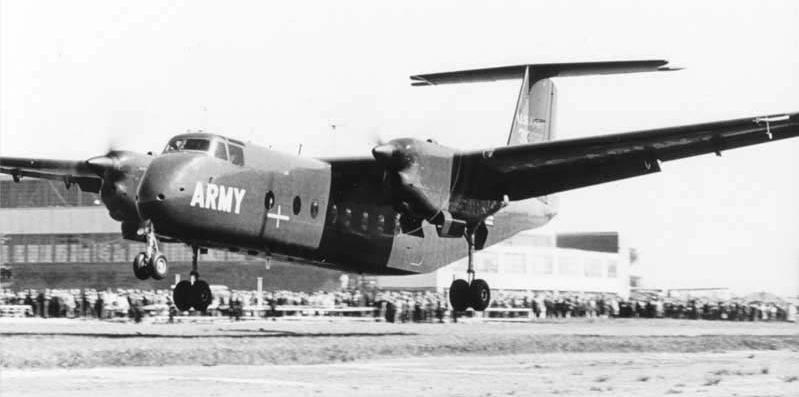
Pierwszy prototyp CV-7 w trakcie prób w Kanadzie

Na początku 1965 roku halę fabryczną opuścił ostatni z czterech prototypów zamówionych przez US Army i przeznaczony do prób w locie. Samoloty wzięły udział w trzymiesięcznych testach, obejmujących 500 h spędzonych w powietrzu. W ich trakcie zmieniono ich nazwę z YVC-7 na CV-7A. Próby przebiegły na tyle pomyślnie, iż po ich zakończeniu podjęto decyzję o wysłaniu dwóch egzemplarzy samolotu do Wietnamu. Pierwszy z nich pojawił się w Nha Trang Air Base 17 listopada 1965 roku, drugi – kilka dni później. Samoloty wykonywały klasyczne zadania transportowe, z ich pokładu desantowano żołnierzy. Dzięki swojej charakterystyce lotu, Buffalo był zdolny do realizacji bardzo stromych podejść do lądowania i równie stromych startów. Dzięki takiemu profilowi lotu unikał nieprzyjacielskiego ognia prowadzonego z broni małokalibrowej. W trakcie swoich działań w Wietnamie oba samoloty spędziły w powietrzu 600 godzin, przewożąc około 1000 ton ładunków. Samolot zyskał uznanie w oczach decydentów z US Army. W lutym 1966 roku wszystkie samoloty znalazły się w Stanach Zjednoczonych. Pod koniec tego samego roku US Army, zadowolone z wyników przeprowadzonych prób i doświadczeń zebranych w Wietnamie, wyraziło chęć zakupu 120 samolotów CV-7. Jednak tym razem siły powietrzne skutecznie zablokowały kontrakt, posiłkując się twierdzeniem, iż wszystkie realizowane przez Buffalo zadania, z powodzeniem można zrealizować przy pomocy rodzimej produkcji Fairchild C-123 Provider. W swojej opinii US Air Force wspomagane były przez przedstawicieli amerykańskiego przemysłu lotniczego, niechętnie patrzącego na zaopatrywanie własnych sił zbrojnych przez zagranicznych dostawców. Ostateczną decyzję w grudniu 1965 roku podjął sekretarz obrony Stanów Zjednoczonych Robert McNamara, który zawetował podpisanie kontraktu z kanadyjską wytwórnią. Siły powietrzne skutecznie ograniczyły potencjał lotniczy sił lądowych, które do stycznia 1967 roku musiały przekazać US Air Force wszystkie posiadane samoloty transportowe. Wolną rękę pozostawiono US Army w dziedzinie rozwijania floty śmigłowcowej. Pozyskane przez siły powietrzne Buffalo, oznaczone teraz jako C-8A, 1 lipca 1966 roku trafiły do odpowiedzialnego za badania nowych systemów uzbrojenia Air Force Systems Command. Pozostające w Stanach samoloty wykorzystywane były w różnego rodzaju programach przez NASA, National Center for Atmospheric Research, Enviromental Science Services Administration.

## Służba

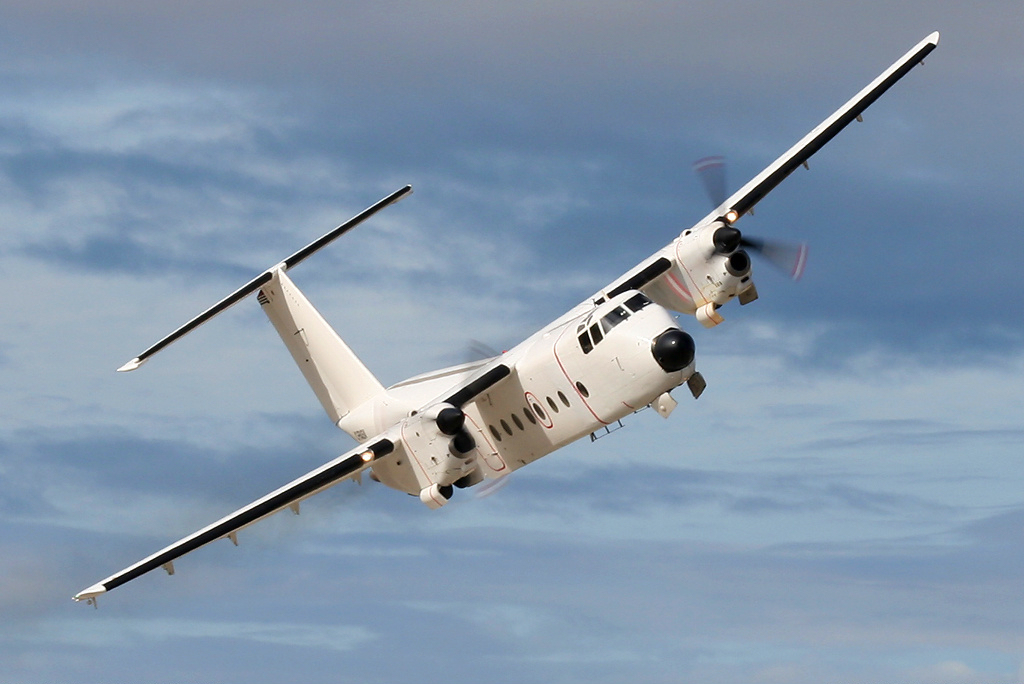
DHC-5A w czołowym ujęciu

Fiasko sprzedaży do Stanów Zjednoczonych postawiło wytwórnię w trudnej sytuacji. Skala zamówienia ze strony amerykańskich sił zbrojnych gwarantowała pełny zwrot kosztów projektu oraz dalszy zastrzyk kapitału, związany z realizacją kontraktu. Poza wybudowaniem czterech prototypowych samolotów dla US Army, brakowało zamówienia pozwalającego uruchomić produkcję seryjną. Zamówienie takie, w grudniu 1964 roku, nadeszło ze strony rządu Kanady, który zakontraktował 15 maszyn przeznaczonych dla Royal Canadian Air Force. Samoloty otrzymały wojskowe oznaczenie CC-115. Pierwsze z wybudowanych samolotów przekazane zostały kanadyjskim siłom powietrznym w połowie 1967 roku. Od wersji dla amerykańskiego odbiorcy różniły się dłuższym kadłubem (24,08 m), dzięki któremu wygospodarowano miejsce na instalację radaru. Zwiększyła się masa startowa i ciężar ładunku. Zainstalowano też nowe silniki General Electric CT64-820-1 o mocy 3795 KM. Po ponad pół wieku służby w kanadyjskich siłach powietrznych, ostatnie CC-115 zostały wycofane w 2022 roku. Ostatnie pozostające w służbie dwie maszyny, należące do 442 Transport and Rescue Squadron, będącego częścią 19 Wing, z bazy Canadian Forces Base Comox w Comox, wykonały swój pożegnalny, operacyjny lot 15 stycznia 2022 roku. W 1968 roku podpisano kontrakt na dostawę 24 samolotów do Brazylii. Pierwszy tuzin dostarczono rok później a kolejny w 1970 roku. Kolejnym odbiorcą zostało Peru, zamawiając 16 samolotów. Pierwszą z zamówionych maszyn dostarczono w czerwcu 1971 roku.
W 1967 roku, w trakcie trwania Międzynarodowego Salonu Lotniczego w Paryżu, producent zademonstrował projekt pasażerskiej wersji DHC-5, zdolnej do przewozu 55 pasażerów. Nie zyskała ona jednak zainteresowania ze strony potencjalnych odbiorców i po wyprodukowaniu 59 samolotów w standardowej wersji transportowej, wobec braku dalszego zainteresowania, linia produkcyjna Buffalo, w sierpniu 1972 roku została czasowo zamknięta.
W trakcie przymusowej przerwy, konstruktorzy DHC-5 pracowali nad udoskonaleniem maszyny. Kolejny raz wzmocniono jednostki napędowe instalując silniki General Electric CT64-820-4 o mocy 3175 KM. Dzięki nadmiarowi mocy, samolot przystosowany był do operowania w warunkach wysokich temperatur powietrza, jak również korzystać mógł z lądowisk położonych na dużej wysokości. Zainstalowano pomocniczą jednostkę zasilającą. Nowe śmigła pozwalały na generację ciągu wstecznego, ułatwiającego manewrowanie na płycie lotniska oraz skrócenie dobiegu samolotu podczas lądowania. Hamulce kół podwozia wyposażono w układ antypoślizgowy. Maszyna w nowej konfiguracji mogła wystartować z pasa o długości 363 metrów, mając na pokładzie ładunek o ciężarze 5500 kg. Aby wylądować z tym samym ładunkiem wystarczający był pas o długości zaledwie 237 metrów (rozbieg w tych warunkach wynosił 237 m a dobieg 158 m). Samolot w nowej konfiguracji otrzymał oznaczenie DHC-5D.

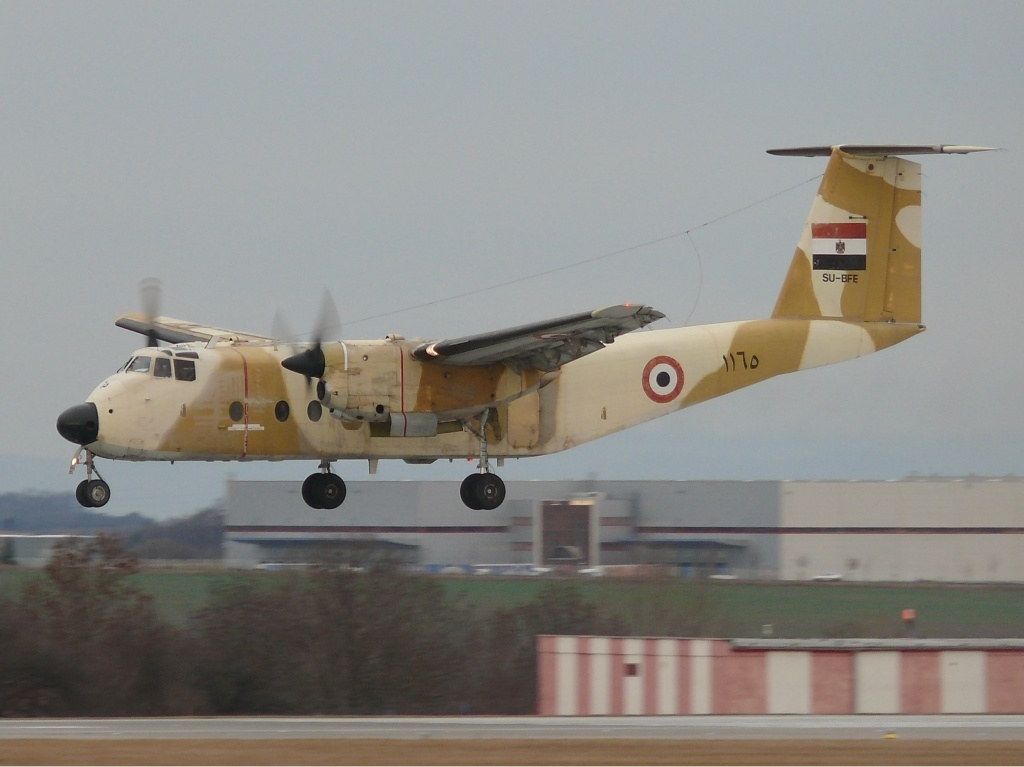
Egipski DHC-5

DHC-5D znalazł się na liście zakupów wojska Ekwadoru (dwie maszyny), Zairu – sześć samolotów, Zambii – kolejnych siedem. Dzięki zamówieniom, De Havilland Canada w 1976 roku ponownie otworzył linie produkcyjną Buffalo.
Wśród potencjalnych nabywców samolotu znalazły się Indie, które w 1974 roku wyraziły zainteresowanie uruchomieniem licencyjnej produkcji samolotu na potrzeby własnego rynku. Za montaż samolotu odpowiedzialne byłyby rodzime zakłady Hindustan Aeronautics Limited mieszczące się w Kanpurze. Indyjska wersja byłaby wyposażona w silniki General Electric T64-P4C i oznaczona jako DHC-5B lub silniki Rolls-Royce Dart RDa.12 i oznaczeniem DHC-4C. Rozmowy pomiędzy producentem a Indiami ostatecznie nie przyniosły spodziewanego rezultatu i nie doszło do wybudowanie DHC-5B/C.
Wytwórnia, chcąc wzmocnić promocję nowej wersji swojego samolotu, zaplanowała pobicie rekordu Międzynarodowej Federacji Lotniczej czasu wznoszenia się na wysokość 9000 metrów, który dzierżony był przez amerykański Lockheed P-3 Orion. Rekordowy lot odbył się 16 lutego 1976 roku. Wziął w nim udział samolot o znakach C-GBUF-X, za którego sterami siedziała załoga dowodzona przez pilota Toma Appletona. W trakcie trwającej 17 minut próby (od momentu rozpoczęcia rozbiegu aż do lądowania), Buffalo pobił łącznie sześć rekordów świata w czasie wznoszenia dla dwóch klas, dla samolotów turbośmigłowych w klasie unlimited i w klasie samolotów o ciężarze 12 000–16 000 kg. Dotychczasowy rekord Oriona został pobity o ponad 140 sekund. Na wysokość 9000 metrów Buffalo wzniósł się w ciągu 8 minut i 3 sekund, na wysokość 6000 m – 4 min 27 s, na wysokość 3000 m – 2 min i 12 s.
Specyfika samolotu i jego wąska specjalizacja, czyniła zeń naturalny obiekt zainteresowań sił powietrznych oraz operatorów eksploatujących swoje samoloty w trudnych warunkach klimatycznych i terenowych. Operujących z lotnisk o krótkiej, nie utwardzonej nawierzchni, z niewielkim lub całkowitym braku zaplecza lotniskowego. Buffalo wszedł w skład sił powietrznych Zjednoczonych Emiratów Arabskich, Chile, Egiptu, Indonezji, Kamerunu, Kenii, Mauretanii, Sudanu, Tanzanii, Togo, Zambii, marynarki wojennej Meksyku, omańskiej policji. Próbą wejścia na cywilny rynek był opracowany na przełomie lat 70. i 80. XX w. projekt oznaczony jako DHC-5E Transporter. Pojedynczy samolot o znakach C-GTLW-X, mający być wzorem do późniejszej produkcji wersji cywilnych, nie wzbudził zainteresowania i cały projekt anulowano. Jedynym cywilnym użytkownikiem transportowego DHC-5, który nabył nowe samoloty, były linie lotnicze Ethiopian Airlines. Etiopskie linie otrzymały je w 1981 roku. Jedna z zakupionych maszyn w listopadzie 1988 roku uległa wypadkowi. Kolejnym cywilnym użytkownikiem samolotu jest, należąca do Summit Air, kanadyjska linia Arctic Sunwest Charters, która wykorzystywała ex-omańskie DHC-5D. Producent, nie widząc szans na kolejne zamówienia ze strony wojskowych operatorów oraz przy braku zainteresowania cywilnymi projektami DHC-5, po wyprodukowaniu 126 egzemplarzy zamknął linię produkcyjną ponownie w 1982 roku. Ostatni, nowy samolot został dostarczony odbiorcy w 1986 roku.
W 2008 roku pojawiła się nadzieja na wznowienie produkcji DHC-5. Stała za nią kanadyjska firma Viking Air. Wykupiła ona prawa handlowe i certyfikaty do samolotów de Havilland Canada DHC-1 Chipmunk, DHC-2 Beaver, DHC-3, DHC-4, DHC-5, DHC-6 i DHC-7. Z powodzeniem uruchomiła ponownie produkcję zmodernizowanych samolotów DHC-6 Twin Otter oraz części do DHC-2 Beaver. Nowe DHC-5 miały by zostać wyposażony w silniki Pratt & Whitney Canada PW150A ze śmigłami wykorzystywanymi na samolocie Bombardier Q 400. Kabina załogi została by wykonana w technologii szklanego kokpitu, z szerokie wykorzystaniem cyfrowych wyświetlaczy oraz możliwością wykorzystywania przez załogę gogli noktowizyjnych. Wśród potencjalnych odbiorców nowej wersji oznaczonej jako DHC-5NG, wymieniana była Kanada i Australia. Tym niemniej, Kanada nie wyraziła zainteresowania, a Royal Australian Air Force w 2012 roku zakupiły samoloty Alenia C-27J Spartan, co czyni pozyskanie charakteryzujących się podobnymi cechami DHC-5NG bezcelowym.

## Wersje specjalne
Unikalne właściwości samolotu, jego podatność na modernizacje, uczyniły zeń wygodną platformę do badania nowych konfiguracji i rozwiązań konstrukcyjnych.

### Air Cushion Landing System Aircraft (ACLS)
Celem projektu była weryfikacja możliwości lądowania dużych samolotów transportowych, z wykorzystaniem alternatywnych do klasycznego podwozia metod. Jedną z owych metod była specjalna poduszka powietrzna znajdująca się pod kadłubem samolotu. Mniejszą wersję zweryfikowano z sukcesem na samolocie Lake Buccaneer. Poduszka powietrzna była rodzajem specjalnego, gumowego balonu, który w trakcie lotu samolotu ściśle przylegał do jego kadłuba. Przed lądowaniem, poduszka napełniania była powietrzem dostarczanym przez wentylatory, napędzane dwoma, specjalnie do tego celu zainstalowanymi po bokach kadłuba, tuż przed centropłatem, silnikami Pratt & Whitney Canada PT6F-70. Dodatkowym wyposażeniem były zainstalowane na końcach skrzydeł dwa pływaki, które zapewniały dodatkową stabilizację podczas lądowania na wodzie lub, dzięki uzupełniającym pływaki elementom sprężystym, na podłożu gruntowym. Za projekt odpowiedzialna była kanadyjska wytwórnia, United States Air Force, kanadyjski departament przemysłu i handlu oraz Bell Aerospace Company. Do udziału w projekcie wybrano pojedynczy DHC-5. Samolot był piątym zbudowanym egzemplarzem Buffalo i pierwszym dostarczonym Royal Canadian Air Force. W listopadzie 1971 roku maszyna trafiła do Bell Aerospace, odpowiedzialnego za montaż gumowego rękawa i reszty wyposażenia niezbędnego do napełnienia go powietrzem przed lądowaniem. Po modernizacji, De Havilland Canada przeprowadził wstępne próby zachowania się konstrukcji, a w kwietniu 1975 roku samolot trafił do stacjonującego na stałe we Wright-Patterson Air Force Base 4950th Test Wing (4950 Skrzydła Doświadczalnego USAF), które miało być odpowiedzialne za docelowe próby nowej konstrukcji. Nowy samolot otrzymał oznaczenie XC-8A. Trwające do kwietnia 1979 roku próby wykazały, iż maszyna wyposażona w testowane rozwiązanie, jest w stanie z powodzeniem lądować, startować i manewrować na prawie każdym rodzaju nawierzchni, śniegu, trawie, błocie. Bez problemu również radziła sobie na trudnym, pofałdowanym terenie, z zagłębieniami rzędu dwumetrowej głębokości, które pokonywała bez trudu. Po zakończeniu badań, samolot przekazano z powrotem do kanadyjskich sił powietrznych, po wcześniejszym przywróceniu jej do wersji standardowej.

### Augmented Wing Jet-flap STOL Research Aircraft (AWJSRA)

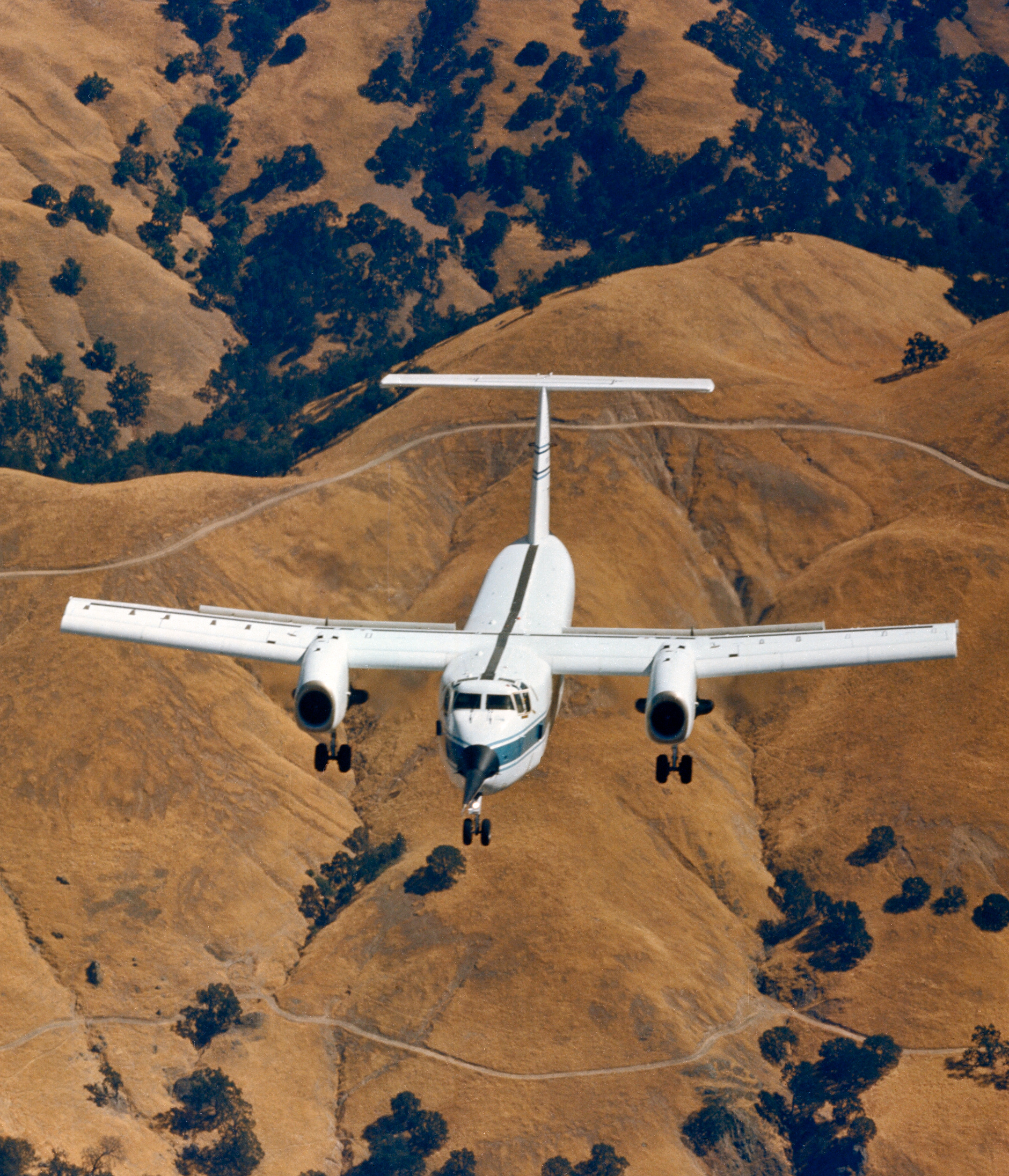
NASA C-8A AWJSRA w locie

Buffalo wziął udział w projekcie, którego celem było zbadanie działania wyposażonych w szczeliny klap, pomiędzy które wdmuchiwane było powietrze pochodzące z silnika. Wychylając klapy, można było sterować strumieniem napływającego do środka powietrza, podobnie jak to ma miejsce w przypadku sterowania wektorem ciągu zastosowanego w późniejszych konstrukcjach. Rozwiązanie to pozwoliło na generowanie dodatkowego ciągu, a jednocześnie wzrastał współczynnik siły nośnej. Prace na tego typu rozwiązaniem rozpoczęła w latach 60. XX w. firma Avro Canada. Po jej zamknięciu, szef programu, Donald C. Whittley kontynuował projekt w De Havilland Canada. W 1965 roku, po włączeniu się do badań amerykańskiej NASA i kanadyjskiego departamentu obrony, prace nabrały tempa. Do przetestowania rozwiązania nazwanego augmentor wing (wspomagane/zasilane skrzydło) wybrany został pierwszy z dostarczonych do Stanów Zjednoczonych DHC-5, który w 1967 roku przekazały do badań US Air Force. Samolot poddany został głębokiej modernizacji, z której najważniejszą częścią było zastąpienie turbośmigłowych jednostek silnikami Rolls Royce Spey 801 SF. Również nowe silniki poddano modyfikacjom. Wyposażono je w ruchome dysze wylotowe, pozwalającą na sterowanie wektorem ciągu, podobny system zainstalowano w Hawker Siddeley Harrier. Kolejną modyfikacją było rozdzielenie powietrza wypływającego z silnika. Zimne powietrze pochodzące z przepływu zewnętrznego było kierowane specjalnymi przewodami do klap. Z kolei gorące powietrze kierowane było bezpośrednio do odchylanych dysz. Silniki dostarczyła firma Rolls-Royce of Canada. NASA wraz z Boeingiem dokonały modernizacji jednostek napędowych. Zmodyfikowano skrzydła, zmniejszając o 5 metrów ich rozpiętość, zabudowano sloty na całej długości krawędzi natarcia. Zmodyfikowano podwozie, blokując je w pozycji wypuszczonej, bez możliwości schowania. Rozbudowano klapy, do których specjalnymi kanałami doprowadzono zimne powietrze z zaworów upustowych silników odrzutowych. W przypadku gdyby jeden z silników uległ awarii, klapy z obydwu skrzydeł mogły być zasilane powietrzem z drugiego, działającego silnika. Płaty wyposażono w klaplotki z nadmuchem powietrza na ich krawędzie natarcia. Tak zmodyfikowana maszyna została oblatana 1 maja 1972 roku. Samolot otrzymał cywilną rejestrację N716NA, a załogą podczas dziewiczego lotu dowodził pilot doświadczalny Boeinga, Thomas E. Edmonds. Pierwsze loty testowe nowej konstrukcji wykonano operując z przyzakładowego lotniska Boeinga, po czym maszyn została przebazowana do należącego do NASA Centrum Badawczego imienia Josepha Amesa w Kalifornii. Zastosowane rozwiązania pozwoliły na maksymalne zredukowanie długości rozbiegu samolotu do 90 metrów. Standardem dla C-8A AWJSRA był rozbieg o długości 180 metrów. Zmniejszyła się również prędkość minimalna samolotu do 74 km/h przy ciężarze maszyny wynoszącym 18 000 kg. Klasyczny DHC-5 w trakcie podejścia do lądowania musiał utrzymywać prędkość rzędu od 130 do 148 km/h. Wersja AWJSRA była w stanie wykonać podejście z prędkością 102–130 km/h. Uzyskano również dwukrotnie większy współczynnik siły nośnej, w porównaniu do niezmodyfikowanego DHC-5. Cykl prób samoloty trwał do 1975 roku, kiedy to wziął on udział w badaniach systemów nawigacyjnych odbywających się również w Stanach Zjednoczonych. Ostatecznie w 1981 roku samolot powrócił do Kanady aby wziąć udział w kolejnym projekcie. W 1988 roku samolot został rozmontowany a kadłub samolotu złomowano.

### Quiet Short-Haul Research Aircraft (QSRA)

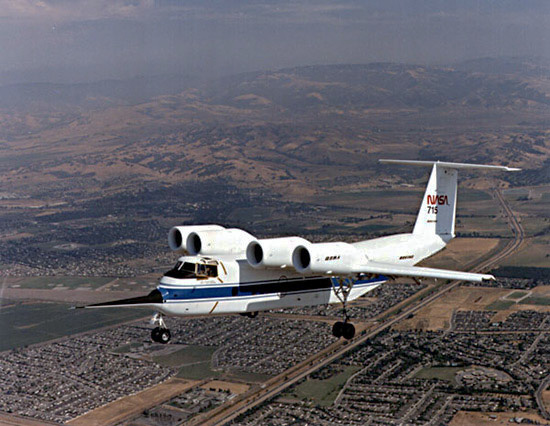
C-8A QSRA w locie

Celem projektu była budowa samolotu krótkiego startu i lądowania generującego najniższy możliwy do uzyskania hałas. Do testów wybrany został drugi wybudowany DHC-5, który miał już za sobą loty testowe dla US Army oraz US Air Force. Po podpisaniu w lutym 1976 roku kontraktu na modernizacje samolotu, znalazł się on w zakładach Boeinga, odpowiedzialnego za jego przebudowę. Zastosowano skrzydła o 15° skosie i nadkrytycznym profilu. Zainstalowano klapy przednie, rozciągające się na całej długości krawędzi natarcia, a na krawędzi spływu dwuszczelinowe klapy o dużej powierzchni, zewnętrzne sekcje lotek wychylały się razem z klapami. Zmodyfikowano usterzenie samolotu. Ponownie całkowicie zmieniono napęd maszyny. Tym razem zastosowano cztery turbowentylatorowe silniki Avco Lycoming YF102-LD-100, oryginalnie pochodzący z samolotu Northrop YA-9. Zainstalowano je w gondolach umieszczonych nad skrzydłami. Celem konstruktorów było wykorzystanie efektu Coandy poprzez sterowanie warstwą przyścienną powietrza opływającego płat. Dysze wylotowe silników znajdowały się w okolicy środka cięciwy płata. Gazy wylotowe, wydostające się z silników, opływały górną część płata, powodując zwiększenie energii strug warstwy przyściennej powietrza, a tym samym wzrost współczynnika siły nośnej. Cześć zimnego powietrza pobieranego z zaworów upustowych silników kierowana była specjalnymi przewodami do krawędzi natarcia i klapolotki, zwiększając tym samym ich efektywność. Ukończona maszyna została oblatana 6 lipca 1978 roku na lotnisku Boeinga w Seattle. Całość zastosowanych rozwiązań konstrukcyjnych pozwoliła uzyskać współczynnik siły nośnej rzędu 5,5 i więcej. Rozbieg samolotu wynosił 202 m a dobieg 167 m. Obszar, do którego docierał hałas o natężeniu 90 EPNdB (Effective Perceived Noise Level – efektywny poziom hałasu odczuwalnego w decybelach), jaki generował C-8A QSRA, bo takie oznaczenie nosił zmodyfikowany DHC-5, stanowił jedynie 10–20% powierzchni obszaru do którego docierał hałas o takim samym natężeniu, ale generowany przez podobne samoloty transportowe średniego zasięgu z połowy lat 70. XX w.
Obok podstawowego celu jaki postawili sobie konstruktorzy, tj. maksymalnego wyciszenia maszyny, samolot wziął udział jeszcze w jednym projekcie. Były nim próby lądowania i startu z pokładu lotniskowca USS Kitty Hawk (CV-63) przeprowadzone w lipcu 1980 roku w pobliżu San Diego. Maszyna wykonała 37 przerwanych i 16 pełnych lądowań. W odróżnieniu od klasycznych samolotów pokładowych, start C-8A QSRA odbywał się bez użycia katapulty.